# Orgosolo
Orgosolo (topónimo sardo, en la grafía alternativa con el acento correspondiente, Orgòsolo) es una localidad italiana de la provincia de Nuoro, región de Cerdeña, con 4.454 habitantes.
Situada en el centro de la isla, durante siglos fue considerada como la localidad más peligrosa del mundo, al rgistrarse 500 muertos por vendetas entre bandas, sobre una población de 4.500 habitantes. Sin embargo, la segunda década del siglo XXI se ha convertido en uno de los referentes turísticos de Cerdeña merced a los espectaculares murales que adornan fachadas de casas, algunos de los cuales hacen referencia a su violento pasado.

## Evolución demográfica
| Gráfica de evolución demográfica de Orgosolo entre 1861 y 2001 |
|                                                                |
| Fuente ISTAT - elaboración gráfica de Wikipedia                |